# 王道新
王道新（？—？）。山東濟寧州人，清初官員。

## 生平
順治二年（1645年）舉乙酉科山東鄉試，順治三年（1646年）聯登丙戌科進士。歷官御史，陞任福建右參議。